# Feedback Arc Set
Der Begriff Feedback Arc Set stammt aus der Graphentheorie und bezeichnet eine Menge von Kanten, durch deren Entfernung aus einem Graphen dieser azyklisch, d. h. kreisfrei wird.

## Entscheidungsproblem
Das zugehörige Entscheidungsproblem ist wie folgt definiert:
{\displaystyle FAS} {\displaystyle :=\{(G=(V,E),~k)|} G ist gerichteter Graph und enthält eine Kantenmenge {\displaystyle E'\subset E:|E'|\leq k} so dass gilt: {\displaystyle G'=(V,E-E')} ist azyklisch{\displaystyle \}}
Für ungerichtete Graphen existiert eine analoge Definition.

## Komplexität
Das Entscheidungsproblem FAS ist für gerichtete Graphen NP-vollständig. In ungerichteten Graphen korrespondiert es zu dem Problem, einen minimalen Spannbaum zu finden, was in polynomieller Zeit möglich ist, FAS ist dort also in der Komplexitätsklasse P.